# Clasificación para la Copa Africana de Naciones de 2013
La Clasificación para la Copa Africana de Naciones de 2013 comenzó el 15 de enero y finalizó entre el 14 y 16 de octubre de 2012. Mediante este proceso se conoce quienes clasifican a la edición de 2013 del máximo torneo masculino de fútbol de selecciones de África. Sudáfrica se clasificó automáticamente por su condición de local. Inicialmente se piensa en que los clasificados a la edición anterior (2012) sean los mismos que en esta ya que no habría tiempo para hacer un nuevo proceso clasificatorio. Finalmente es desechada esta idea.

## Formato
Un total de 47 países participaran en el certamen, incluyendo a Sudáfrica, que clasificó automáticamente por ser el anfitrión.
Los otros 46 equipos compitieron en tres rondas eliminatorias, a partidos de ida y vuelta (uno en casa y el otro fuera).
- Ronda preliminar: Los cuatro equipos últimos del ranking jugaran a partir de la ronda preliminar.
- Primera fase: Los dos ganadores de la ronda preliminar se unirán a los 26 equipos que no se clasificaron para la Copa Africana de Naciones 2012.
- Segunda fase: Los 14 vencedores de la primera ronda se unirán a los 16 equipos que si se clasificaron para la Copa Africana de Naciones 2012.

Los 15 ganadores de la segunda ronda se clasificarán para la Copa Africana de Naciones 2013.
El sorteo de la ronda preliminar y la primera ronda se realizó el 28 de octubre de 2011 en Malabo, Guinea Ecuatorial.
Esta es la lista de participantes:
| Comienzan en Segunda fase (Participantes CAN 2012)                                                                                      | Comienzan en la Primera fase (Equipos no clasificados a la CAN 2012 excepto los peores clasificados) | Comienzan en la Primera fase (Equipos no clasificados a la CAN 2012 excepto los peores clasificados)                                                    | Comienzan en la Ronda preliminar (Equipos peores clasificados) |
| --- | --- | --- | -------------------------------------------------------------- |
| Angola Botsuana Burkina Faso Costa de Marfil Gabón Ghana Guinea Guinea Ecuatorial Libia Malí Marruecos Níger Senegal Sudán Túnez Zambia | Argelia Benín Burundi Cabo Verde Camerún Chad Congo Egipto Etiopía Gambia Guinea-Bisáu Kenia Liberia | Madagascar Malaui Mozambique Namibia Nigeria República Centroafricana República Democrática del Congo Ruanda Sierra Leona Tanzania Togo Uganda Zimbabue | Lesoto Santo Tomé y Príncipe Seychelles Suazilandia            |

Notas
- No participan:  Comoras,  Eritrea,  Mauricio,  Mauritania,  Somalia,  Sudán del Sur y  Yibuti (Sudán del Sur se afilió a la CAF y a la FIFA después del sorteo).

## Ronda preliminar
| Fechas                   | Local ida             | Resultado global | Local vuelta | Ida | Vuelta |
| ------------------------ | --------------------- | ---------------- | ------------ | --- | ------ |
| 8 de enero - 15 de enero | Seychelles            | w/o1             | Suazilandia  | —   | —      |
| 8 de enero - 15 de enero | Santo Tomé y Príncipe | 1 - 0            | Lesoto       | 1-0 | 0-0    |

Seychelles avanzó a la Primera fase y se enfrentó a RD Congo.
Notas
- Nota 1: Suazilandia se retiró por razones económicas.[4]

## Primera fase
| Fechas                      | Local ida             | Resultado global | Local vuelta             | Ida | Vuelta |
| --------------------------- | --------------------- | ---------------- | ------------------------ | --- | ------ |
| 29 de febrero - 17 de junio | Etiopía               | (v) 1 - 1        | Benín                    | 0-0 | 1-1    |
| 29 de febrero - 16 de junio | Ruanda                | 0 - 2            | Nigeria                  | 0-0 | 0-2    |
| 29 de febrero - 16 de junio | Congo                 | 3 - 5            | Uganda                   | 3-1 | 0-4    |
| 29 de febrero - 17 de junio | Burundi               | 2 - 2 (v)        | Zimbabue                 | 2-1 | 0-1    |
| 29 de febrero - 15 de junio | Gambia                | 2 - 6            | Argelia                  | 1-2 | 1-4    |
| 29 de febrero - 17 de junio | Kenia                 | 2 - 2 (v)        | Togo                     | 2-1 | 0-1    |
| 29 de febrero - 16 de junio | Santo Tomé y Príncipe | 4 - 5            | Sierra Leona             | 2-1 | 2-4    |
| 29 de febrero - 16 de junio | Guinea-Bissau         | 0 - 2            | Camerún                  | 0-1 | 0-1    |
| 29 de febrero - 16 de junio | Chad                  | 3 - 4            | Malaui                   | 3-2 | 0-2    |
| 29 de febrero - 17 de junio | Seychelles            | 0 - 7            | RD Congo                 | 0-4 | 0-3    |
| 29 de febrero - 17 de junio | Tanzania              | 2 - 2 (7-8) (p)  | Mozambique               | 1-1 | 1-1    |
| 15 de junio - 30 de junio   | Egipto                | 3 - 4            | República Centroafricana | 2-3 | 1-1    |
| 29 de febrero - 16 de junio | Madagascar            | 1 - 7            | Cabo Verde               | 0-4 | 1-3    |
| 29 de febrero - 16 de junio | Liberia               | 1 - 0            | Namibia                  | 1-0 | 0-0    |

## Segunda fase

### Sorteo
| Bombo 1           | Bombo 2             |
| ----------------- | ------------------- |
| Zambia            | Senegal             |
| Ghana             | Libia               |
| Costa de Marfil   | Níger               |
| Malí              | Botsuana            |
| Túnez             | Malaui              |
| Camerún           | Mozambique          |
| Angola            | Togo                |
| Gabón             | Cabo Verde          |
| Nigeria           | Rep. Centroafricana |
| Sudán             | Rep. Dem. del Congo |
| Guinea Ecuatorial | Etiopía             |
| Argelia           | Liberia             |
| Guinea            | Sierra Leona        |
| Burkina Faso      | Uganda              |
| Marruecos         | Zimbabue            |

### Partidos
| Fechas                          | Local ida                | Resultado global | Local vuelta      | Ida | Vuelta |
| ------------------------------- | ------------------------ | ---------------- | ----------------- | --- | ------ |
| 8 de septiembre - 13 de octubre | Malí                     | 7-1              | Botsuana          | 3-0 | 4-1    |
| 9 de septiembre - 14 de octubre | Zimbabue                 | 3-3 (v.)         | Angola            | 3-1 | 0-2    |
| 8 de septiembre - 13 de octubre | Ghana                    | 3-0              | Malaui            | 2-0 | 1-0    |
| 8 de septiembre - 13 de octubre | Liberia                  | 3-8              | Nigeria           | 2-2 | 1-6    |
| 8 de septiembre - 13 de octubre | Zambia                   | 1-1 (9 - 8 p.)   | Uganda            | 1-0 | 0-1    |
| 8 de septiembre - 14 de octubre | Cabo Verde               | 3-2              | Camerún           | 2-0 | 1-2    |
| 9 de septiembre - 13 de octubre | Mozambique               | 2-4              | Marruecos         | 2-0 | 0-4    |
| 8 de septiembre - 13 de octubre | Sierra Leona             | 2-2 (v.)         | Túnez             | 2-2 | 0-0    |
| 9 de septiembre - 14 de octubre | Guinea                   | 1-2              | Níger             | 1-0 | 0-2    |
| 8 de septiembre - 14 de octubre | Sudán                    | 5-5 (v.)         | Etiopía           | 5-3 | 0-2    |
| 9 de septiembre - 14 de octubre | Libia                    | 0-3              | Argelia           | 0-1 | 0-2    |
| 8 de septiembre - 13 de octubre | Costa de Marfil          | 6-2              | Senegal           | 4-2 | 2-0    |
| 9 de septiembre - 14 de octubre | RD Congo                 | 5-2              | Guinea Ecuatorial | 4-0 | 1-2    |
| 8 de septiembre - 14 de octubre | Gabón                    | 2-3              | Togo              | 1-1 | 1-2    |
| 8 de septiembre - 14 de octubre | República Centroafricana | 2-3              | Burkina Faso      | 1-0 | 1-3    |

## Clasificados

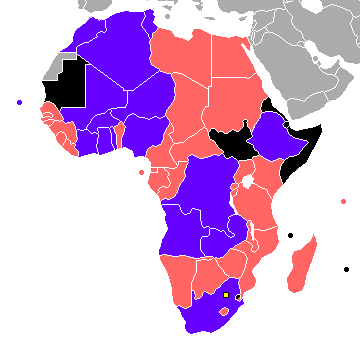
Clasificado
No logra clasificarse
No participa
No es miembro de la CAF

En cursiva los equipos debutantes.
| Equipos participantes | Equipos participantes | Equipos participantes | Equipos participantes |
| --------------------- | --------------------- | --------------------- | --------------------- |
| Angola                | Costa de Marfil       | Marruecos             | Sudáfrica             |
| Argelia               | Etiopía               | Níger                 | Togo                  |
| Burkina Faso          | Ghana                 | Nigeria               | Túnez                 |
| Cabo Verde            | Malí                  | RD Congo              | Zambia                |